# Colin Jackson
Colin Ray Jackson, valižanski atlet, * 18. februar 1967, Cardiff, Wales, Združeno kraljestvo.
Jackson je največji uspeh kariere dosegel z naslovom olimpijskega podprvaka na Poletnih olimpijskih igrah 1988 v Seulu v teku na 110 metrov z ovirami, na olimpijskih igrah je nastopil tudi v letih 1992, 1996 in 2000. Na svetovnih prvenstvih je osvojil po dve zlati in srebrni ter eno bronasto medaljo, na svetovnih dvoranskih prvenstvih eno zlato in tri srebrne medalje, na evropskih prvenstvih štiri zlate medalje ter na evropskih dvoranskih prvenstvih tri zlate medalje. Njegov svetovni rekord v teku na 110 metrov z ovirami 12,91 sekunde je veljal več kot desetletje, še vedno pa drži rekord v teku na 60 metrov z ovirami.